# San Victoriano
San Victoriano är en ort i Mexiko.   Den ligger i kommunen Tuxpan och delstaten Michoacán de Ocampo, i den södra delen av landet, 140 km väster om huvudstaden Mexico City. San Victoriano ligger 1 786 meter över havet och antalet invånare är 179.
Terrängen runt San Victoriano är huvudsakligen kuperad. San Victoriano ligger nere i en dal. Runt San Victoriano är det ganska tätbefolkat, med 116 invånare per kvadratkilometer. Närmaste större samhälle är Heróica Zitácuaro, 16,8 km sydost om San Victoriano. Omgivningarna runt San Victoriano är en mosaik av jordbruksmark och naturlig växtlighet.